# Daler Mehndi

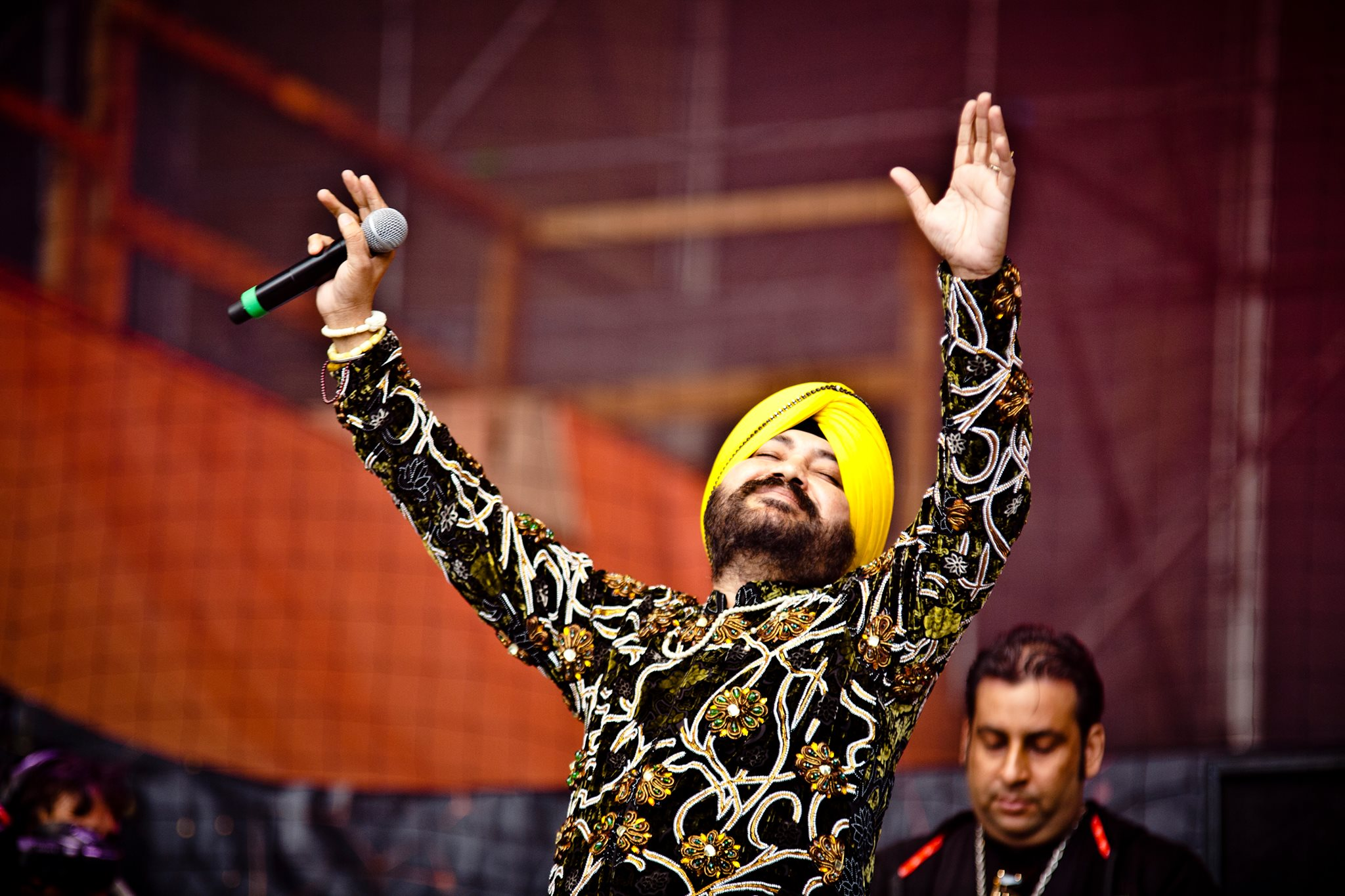
Daler Mehndi em uma apresentação em Madri

Daler Mehndi (Patna, 18 de agosto de 1967) é um cantor da Índia.
Mehndi era um estudante da música tradicional Punjabi e seu primeiro álbum quebrou recordes de vendas na Índia. Desde 1995 gravou diversos álbuns altamente bem sucedidos na Índia, e cantou também em diversos filmes de Bollywood. Sua popularidade internacional cresceu em anos recentes permitindo excursões e shows nos Estados Unidos.
É especialmente conhecido pelo sucesso Tunak Tunak Tun.